# Erwan Le Roux
Pour les articles homonymes, voir Le Roux.
Erwan Le Roux, né le 7 septembre 1974 à Auray (Morbihan), est un navigateur français.

## Carrière de navigateur
En 2014, Erwan Le Roux remporte la Route du Rhum en catégorie Multi50.
Il remporte la Transat Jacques-Vabre en 2015 avec Giancarlo Pedote.
En 2017, associé à Vincent Riou, il prend la deuxième place de la Transat Jacques-Vabre.
En 2018, il prend la deuxième place de la Route du Rhum, derrière Armel Tripon. En 2019, il prend du recul avec la classe Multi50, dont il reste cependant président, avec le Vendée Globe en objectif
, et participe à la campagne avortée de Spindrift 2 sur le Trophée Jules Verne.
En 2020, Armel Le Cléac'h le choisit pour l'accompagner sur la Transat AG2R La Mondiale, finalement reportée d'un an à cause de la pandémie de Covid-19. Il remporte la Route du Rhum 2022 en classe Ocean Fifty, anciennement Multi50.

## Palmarès
Une partie du palmarès du navigateur est répertoriée sur sa fiche du site de L'Équipe.
- 2008 : vainqueur du Tour de France à la voile sur Courrier Dunkerque avec Daniel Souben (Mumm30, équipage).
- 2009 :
  - vainqueur de la Transat Jacques-Vabre (Le Havre → Puerto Limon) avec Franck-Yves Escoffier sur Crêpes Whaou! en catégorie Multi50
  - vainqueur du Tour de France à la voile sur Courrier Dunkerque avec Daniel Souben (Mumm30, équipage).
- 2012 : vainqueur de la Transat Québec-Saint-Malo (catégorie Multi50).
- 2013 : vainqueur de la Transat Jacques-Vabre (Le Havre → Itajaí) avec Yann Eliès en catégorie Multi50 sur FenetreA Cardinal, en 14 jours, 17 heures, 50 minutes et 15 secondes ; 3e au classement général[2].
- 2014 :
  - vainqueur de la Route du Rhum – Destination Guadeloupe en catégorie Multi50 sur FenetreA Cardinal, en 11 jours, 5 heures, 13 minutes et 55 secondes ; 8e au classement général[1]
  - vainqueur du Tour de France à la voile sur Courrier Dunkerque 3 avec Daniel Souben (Mumm30, équipage).
- 2015 : vainqueur de la Transat Jacques-Vabre (Le Havre → Salvador De Bahia) avec Giancarlo Pedote en catégorie Multi50 sur FenêtréA Prysmian, en 16 jours, 22 heures, 29 minutes et 13 secondes[2].
- 2017 : 2e de la Transat Jacques-Vabre (Le Havre → Salvador De Bahia) avec Vincent Riou en catégorie Multi50 sur Fenêtréa - Mix Buffet, en 11 jours, 2 heures, 51 minutes et 23 secondes.
- 2018 : 2e de la Route du Rhum – Destination Guadeloupe en catégorie Multi50 sur Fenêtréa - Mix Buffet, en 12 jours, 1 heure, 9 minutes et 12 secondes ; 4e au classement général[4].
- 2020 : vainqueur du Trophée des Multicoques - Baie de Saint-Brieuc sur Ciela Village[8].
- 2021 : 2e de la Transat Jacques-Vabre en catégorie Multi50 avec Xavier Macaire sur Koésio, en 15 jours, 15 heures, 55 minutes et 12 secondes[9].
- 2022 :
  - vainqueur de la Route du Rhum – Destination Guadeloupe en catégorie Ocean Fifty sur Koesio, en 10 jours, 21 heures, 35 minutes et 52 secondes ; 7e au classement général[6]
  - 3e de la Drheam Cup sur Koesio
- 2023 :
  - vainqueur de la course The Arch Sailing Race avec Audrey Ogereau et Steven Liorzou sur Koesio, en 18 h 54 min[10] ;
  - 2e du Trophée des Multicoques - Baie de Saint-Brieuc en équipage sur Koesio.

## Décoration
- Chevalier de l'ordre du Mérite maritime (2024)[11]